# 中山夢歩
中山 夢歩（なかやま むぶ、1978年9月28日 - ）は日本の俳優、元サッカー選手。東京都出身。グラフティ所属。身長181cm、体重71kg、血液型はO型。

## 来歴・人物
1985年から子役としてCMやドラマに出演、その後5年間の芸能活動を経てサッカー選手を志す。1995年、関東大会メンバー、インターハイメンバーに選ばれた。
その後、アルゼンチンのスポルティーボ・イタリアーノの入団テストに合格。同チームに所属契約を交わした。
同チームとの契約終了後、2000年、モンテディオ山形と正式に選手契約。ポジションはディフェンダー。出場時間0で引退。その後もモンテディオ山形とは関係が深く、渋谷で経営するバーでサポーターを集めて応援したり、スタジアムグルメの出店をしたりとした活動がある。
モンテディオ山形退団後、モデル、CMタレントとして本格的に成人の芸能活動を始めた。
スペイン語が堪能。

## 個人成績
| 国内大会個人成績 | 国内大会個人成績 | 国内大会個人成績 | 国内大会個人成績 | 国内大会個人成績 | 国内大会個人成績 | 国内大会個人成績 | 国内大会個人成績  | 国内大会個人成績 | 国内大会個人成績 | 国内大会個人成績 | 国内大会個人成績 |
| 年度             | クラブ           | 背番号           | リーグ           | リーグ戦         | リーグ戦         | リーグ杯         | リーグ杯          | オープン杯       | オープン杯       | 期間通算         | 期間通算         |
| 年度             | クラブ           | 背番号           | リーグ           | 出場             | 得点             | 出場             | 得点              | 出場             | 得点             | 出場             | 得点             |
| 日本             | 日本             | 日本             | 日本             | リーグ戦         | リーグ戦         | リーグ杯         | リーグ杯          | 天皇杯           | 天皇杯           | 期間通算         | 期間通算         |
| ---------------- | ---------------- | ---------------- | ---------------- | ---------------- | ---------------- | ---------------- | ----------------- | ---------------- | ---------------- | ---------------- | ---------------- |
| 2000             | 山形             | 26               | J2               | 0                | 0                | 0                | 0                 |                  |                  |                  |                  |
| 通算             | 日本             | 日本             | J2               | 0                | 0                | 0                | 0\|\|\|\|\|\|\|\| |                  |                  |                  |                  |
| 総通算           | 総通算           | 総通算           | 総通算           | 0                | 0                | 0                | 0\|\|\|\|\|\|\|\| |                  |                  |                  |                  |

## 出演

### テレビドラマ
- 七色村チェコスロバキア合作ドラマ（NHK）
- 広島原爆ドームを建てた男〜ヤン・レツル物語チェコスロバキア合作ドラマ（NHK）
- ダブルスコア Season1 第8話（2002年、フジテレビ）
- かるたクィーン（2003年、NHK）
- 幸せ咲いた〜結婚相談所物語〜 第5週放送分（2003年、東海テレビ）
- エコエコアザラク〜眼〜レギュラー（2004年、テレビ東京）
- ウルトラQ dark fantasy 第26話（2004年、テレビ東京）
- ミステリー民俗学者 八雲樹 第3話4話（2004年、テレビ朝日）
- サクラ咲クコロ（2005年、NHK）
- 着信アリ レギュラー（2005年、テレビ朝日）
- 繋がれた明日 最終回(第4話)（2006年、NHK）
- 天使の梯子（2006年、テレビ朝日）
- だめんずうぉーかー（2006年、テレビ朝日）
- 氷点（2006年、テレビ朝日）
- 三日遅れのハッピーニューイヤー 2006年の忘れ物（2007年、TBS）
- 江原啓之への質問状 〜永遠の記憶〜（2007年、WOWOW）
- 瞳レギュラー（2008年、NHK）
- Q.E.D. 証明終了 第6話（2009年、NHK）
- 検事・鬼島平八郎 第6話（2010年、テレビ朝日）
- Dr.伊良部一郎 第3話（2011年、テレビ朝日）
- 告発〜国選弁護人 第7、8話（2011年、テレビ朝日）
- 運命の人 第4話（2012年、TBS）
- 土曜ワイド劇場 拘置所の女医2（2013年、テレビ朝日）
- BARレモン・ハート SEASON 2（2016年9月5日、BSフジ）

### ブロードバンドテレビ
- レンタル彼氏（2006年、GyaO）

### 舞台
- Stand by Meグローブ座（2004年）
- コースター（2007年）
- ピランデッロのヘンリー四世（2009年）
- 夏の穴（2009年）
- 内藤新宿（2009年）
- 恋するレストラン 〜おいしい料理と甘い恋のお話〜（2010年）

### 映画
- いつかA列車に乗って（2003年）
- 跋扈妖怪伝 牙吉（2004年）
- BLACK KISS（2006年）
- 深海獣レイゴー（2006年）
- 20世紀少年 最終章 ぼくらの旗（2009年）
- 臨場 劇場版（2012年）

### CM
- リクルート
- 永谷園
- マザー牧場
- 東芝
- エバラ
- 日東あられ
- コナミ
- ロッテ
- サントリーフルーツワイン（2002年）
- NTTドコモ東海（2003年）
- 森永乳業 鉄人のこだわり（2003年）
- スタッフサービス（2003年）
- NEC N505is 花と女子十二楽坊篇（2003年）
- エスエス製薬 新エスタック滋養液（2004年）
- コカ・コーラ「春のバトン」「夏のbaton」「お正月」（2005年）
- マクドナルド（2005年）
- 日本生命保険 2つの保証シリーズ 生きるチカラ夕立篇（2005年）
- 豊洲プロジェクト（2005年）
- ほっかほっか亭「ビーフステーキ重」篇（2006年）
- アサヒ飲料「GWONDAキャンペーン “Gワンダレース”」篇（2006年）
- 紳士服 はるやま（2006年）
- NEC 「ULTRA  LITE  EXPRESS 5800」（2006年）
- ユニクロ 「DRY」（2007年）
- グーグルドコモ（2009年）
- ポイント 「GLOBAL WORK」 カタログ（2009年〜2010年）
- ベネッセコーポレーション 「じゃんぷ」 ビデオ教材（2009年〜2010年）
- 小正醸造「薩摩焼酎 小鶴黄麹」（2011年〜）
- ハウス食品「ジャワカレー」（2011年〜）
- 日本ユニシス「Tシャツ隊 篇」」（2011年〜）
- 日本興亜損保（2011年〜）